# Nikolaikapelle (Hannover)

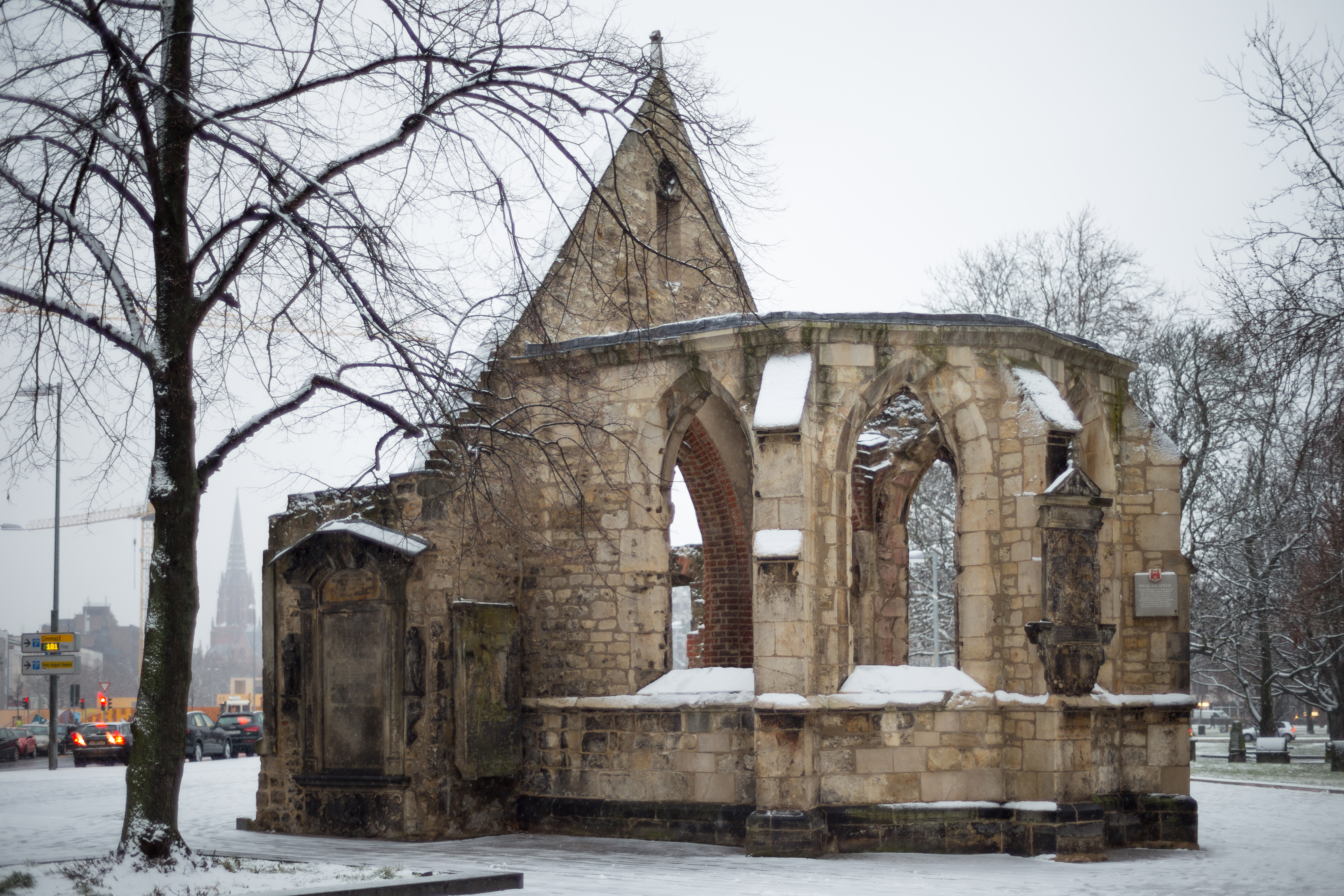
Ruine Nikolaikapelle, links Rest des Kirchenschiffs, rechts vorderer Chorraum

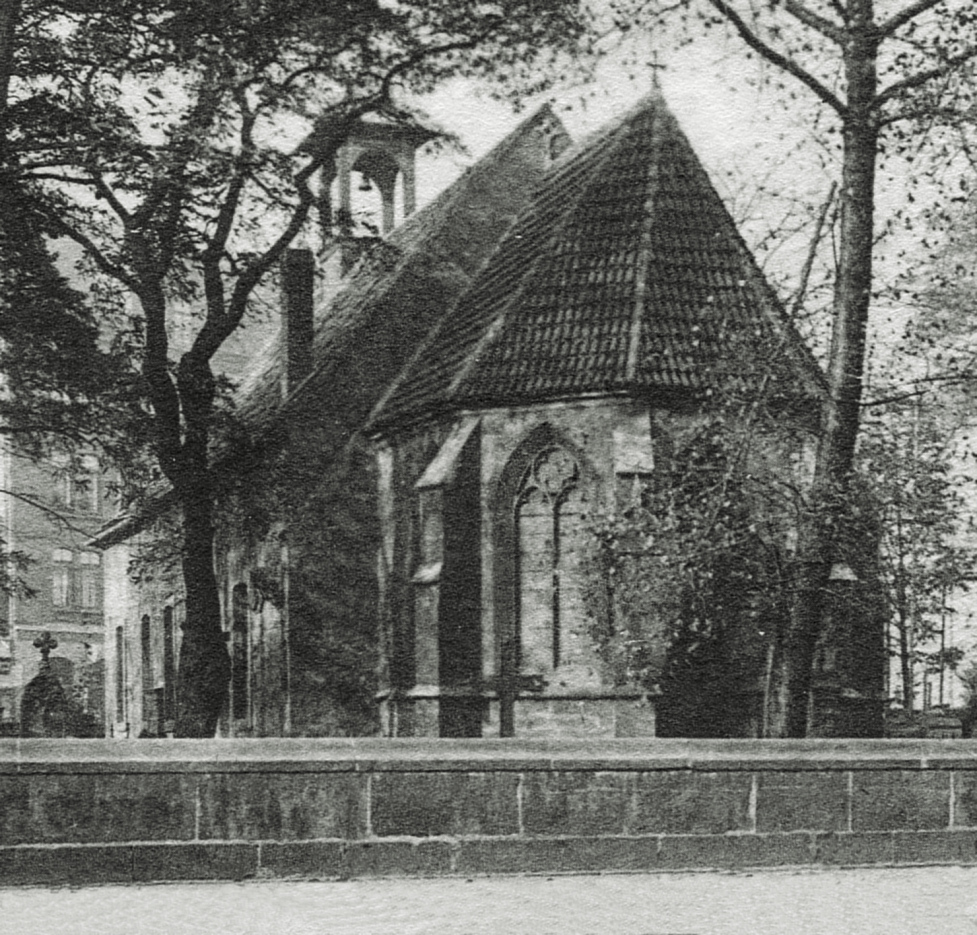
Die noch intakte Kapelle aus ähnlichem Blickwinkel; um 1898

Die Nikolaikapelle mit ihrem Chorraum von 1325 gilt als ältestes erhaltenes Bauwerk von Hannover. Die Kapelle war ursprünglich außerhalb der alten Stadt errichtet worden, nördlich des ehemaligen Steintores und am südlichen Beginn des Alten St.-Nikolai-Friedhofs vor dem (späteren) Klagesmarkt. Die Lage außerhalb der ehemaligen Stadtmauern war zusammen mit dem Nikolai-Stift als Heil- und Quarantäneort gewählt worden, um Ansteckungen der Stadtbewohner mit Lepra und Pest zu vermeiden. Bei den Luftangriffen auf Hannover im Zweiten Weltkrieg wurde die Kapelle weitgehend zerstört. Heute ist die Ruine ein Baudenkmal.

## Geschichte

### Mittelalter

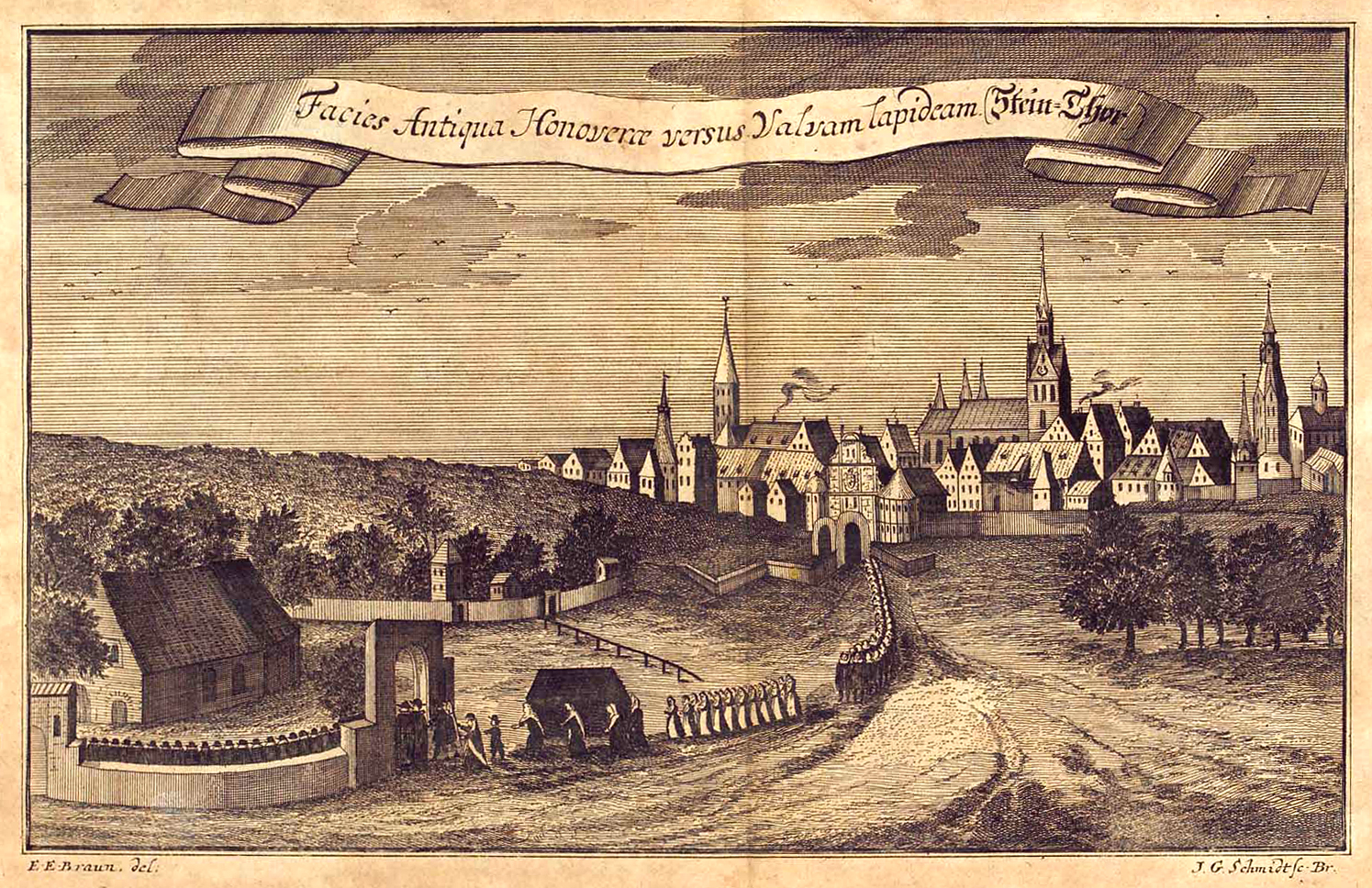
Die Nikolaikapelle als Ziel einer Leichnams-Prozession aus dem Steintor heraus bis zum Alten St. Nikolai-Friedhof im „Steintorfeld“;
Kupferstich um 1740 von I. G. Schmidt nach E. E. Braun, aus Grupens Origines Et Antiqvitates

Der hannoversche Bürgermeister Christian Ulrich Grupen vermutete in seinen 1740 erschienenen ORIGINES ET ANTIQVITATES HANOVERENSES, dass die Begräbnisstelle um die Nikolaikapelle sehr alt sei, da die Bewohner des alten Dorfes Herrenhausen seit jeher dort ihre Toten bestattet hätten. Erst 1952 ergaben Grabungen des Forschers Helmut Plath Gewissheit an der Ruine, dass das ehemalige Gotteshaus zwischen 1250 und 1284 errichtet wurde „auf rechteckigem Grundstück [noch] ohne [den heute erhaltenen] abgesetzten Chor“. Die Kapelle diente dem vom Rat der Stadt Hannover vermutlich vor 1259 gestifteten Nikolai-Stift als Leprosenkapelle.
Erstmals urkundlich erwähnt wurde die Kapelle 1284 als „capella leprosorum extra muros“ (etwa: „Leprosenkapelle außerhalb der Stadtmauern von Hannover“) Damals schied die Kapelle aus dem Verbund mit der Marktkirche aus und wurde stattdessen der Pfarre zu St. Spiritus zugeordnet.
Der Name „capella sancti Nycolai“ ist erstmals 1323 überliefert, als dem Johann von Steinhaus dem Älteren und seinen Erben das Patronatsrecht über den von ihm gestifteten Hochaltar in der Kapelle zugesprochen wurde. Später vermutete Christian Ulrich Grupen, dass sich die Namensgebung der Kapelle von Nikolaus von Myra als dem Schutzheiligen der Schiffer ableitete, da deren Stapelplatz an der Leine nicht weit entfernt lag. Der heute erhaltene polygonale Chor wurde mutmaßlich um 1325 im Zusammenhang mit dem gestifteten Hochaltar angebaut.
Während das ursprüngliche, rechteckige Langhaus am südlichen Ende des Nikolaifriedhofes bescheiden als Bruchstein aus Kalkstein gemauert war, wurde in den gotischen Choranbau das früheste bekannte Vorkommen von Backsteinmauerwerk (im heutigen Hannover) integriert.
Nach der Errichtung der Heilige Geist- oder Kreuzkirche 1333 ging die Kapelle in deren Parochie über. In den folgenden Jahrzehnten fand die Kapelle 1355 Erwähnung im Zusammenhang mit Ablassurkunden verschiedener Bischöfe sowie Schenkungen und der Stiftung eines Altares der Zehntausend Märtyrer. „Weitberühmt“ war auch ein wundertätiges Bild des Heilands, für dessen Besuch ein Ablass zugesagt war und der in einem Oratorium untergebracht, das rechts am südlichen Portal der (damaligen) Kirchhofsmauer angebaut war. Nach dem Dreißigjährigen Krieg ging das Bild vermutlich verschollen:
Tilly hatte zwar vor der Stadt seine Zeltlager aufgeschlagen, Hannover gegen Zahlung von Kriegskontributionen jedoch nicht eingenommen – und geplündert. Die Nikolaikapelle mit ihrem Wunderbildnis aber lag, wie viele der heute eingemeindeten Stadtteile rund um die alte Stadt, damals außerhalb der Stadtbefestigung.
Johann Heinrich Redeckers skizzierte noch um 1723 das Oratorium in seiner Chronik Historische Collectanea. Eine Steinzeichnung von Rudolf Wiegmann im Stadtarchiv Hannover zeigt noch das Oratorium nebst einem zusätzlichen Anbau an der Kapelle, der ebenfalls in Richtung Steintor zeigte und 1824 mit dem Bethaus abgerissen wurde. Zuvor waren jedoch noch 1742/43 aufgrund der im Laufe der Jahrhunderte entstandenen Schäden große Teile der Außenmauern des Langhauses und das gesamte Dach der Kapelle erneuert worden.
Ein Bild vom Beginn des 17. Jahrhunderts hing im Windfang der Nikolaikapelle und stellte die Prozession eines Leichenzuges in landschaftlicher Szenerie dar: Vom Mittelgrund des Bildes mit der Homeide des Steintores zog der Trauerzug in den mauerumfassten Nikolaifriedhof mit seiner Kapelle.

### Beginn der Neuzeit

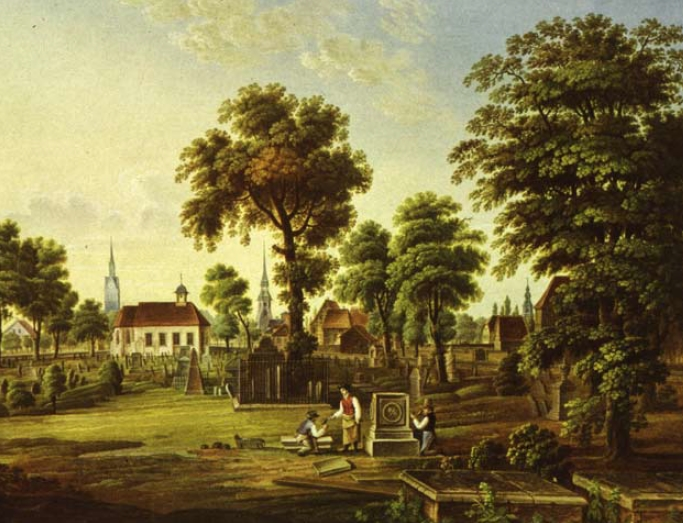
Blick von Norden über den Friedhof auf die Kapelle, Gouache von Justus Elias Kasten, 1820

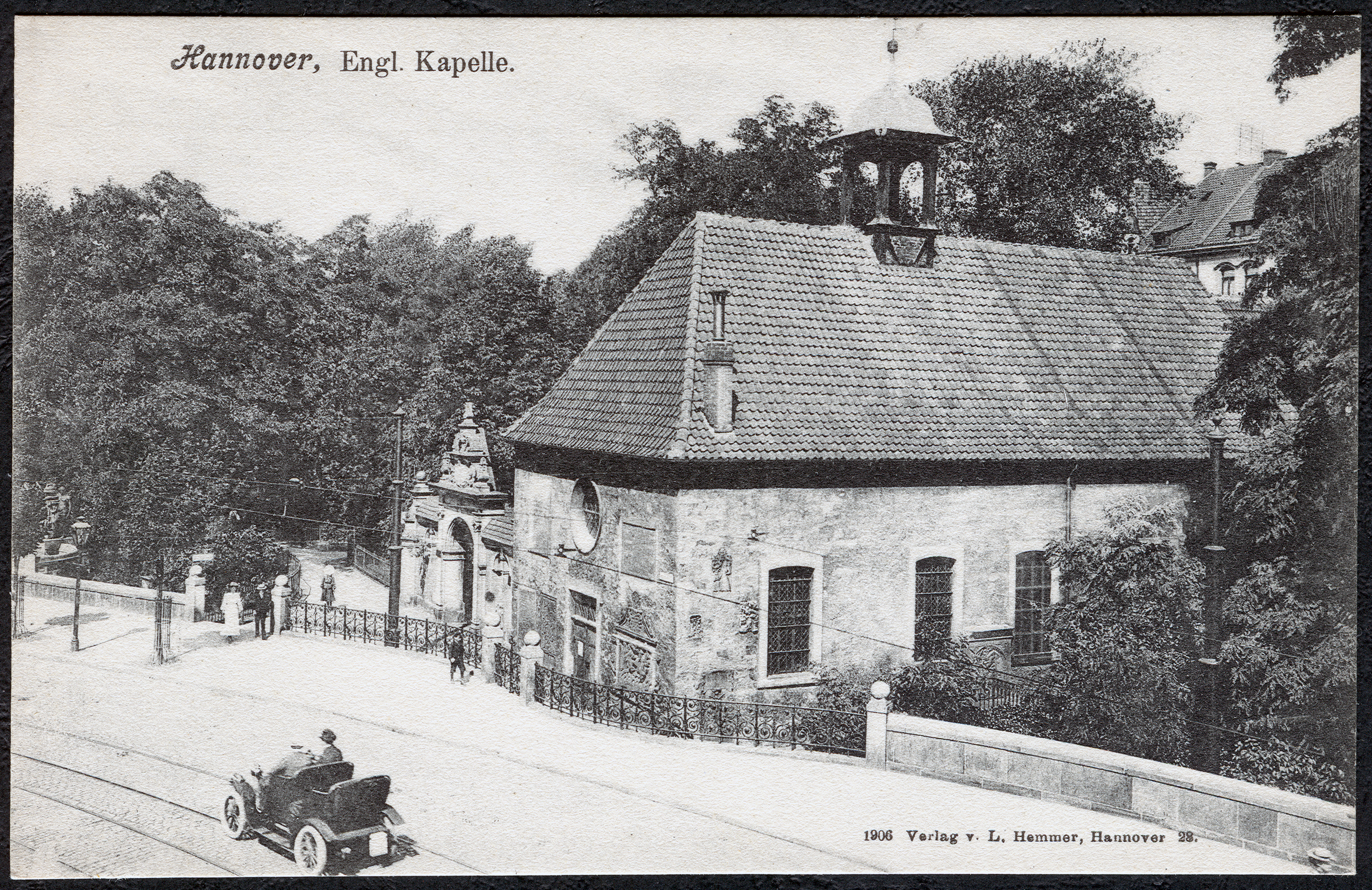
1906 als „Englische Kapelle“;
Ansichtskarte Nr. 28 von Ludwig Hemmer

Inneres mit Kirchenfenstern, Wandmalereien mit Heiligenbildern, Altar und Kirchengestühl;
Ansichtskarte Nr. 55, anonymer Fotograf

1664 führte eine Kopfsteuerbeschreibung erstmals die „Gartenleute“ vor dem Steintor auf, die 1793 mit denjenigen der Aegidientorgemeinde zum Gerichtsschulzenamt Hannover zusammengefasst wurde und aus denen sich 1829 14 Ortschaften bildeten: Diese wurden 1843 zur Vorstadt Hannover zusammengefasst und 1859 eingemeindet. Dies betraf auch das Gebiet um die Nikolaikapelle und die nördlich davon lebenden Gartenleute: Im Zuge der Industrialisierung war die Einwohnerzahl zwischen Hainholz und dem Steintor auf rund 7.000 Menschen angestiegen. Das Gebiet gehörte nun zwar politisch zu dem 60.000 Einwohnern der Stadt Hannover, aber kirchlich noch zur Gemeinde Hainholz. Nach langen Verhandlungen mit dem königlichen Ministerium genehmigte dieses ihm die Gründung einer eigenen Gemeinde für die (heutige) Nordstadt. Bis zur Fertigstellung der Christuskirche durfte in den Jahren 1859 bis 1864 die Nikolaikapelle von der neuen Gemeinde genutzt werden.
Noch im Königreich Hannover erfolgte der Umzug der Gemeinde von der Nikolaikapelle in die durch Conrad Wilhelm Hase erbaute Christuskirche, und bei der feierlichen Einweihung am 21. September 1864 nahm der Patron, König Georg V., an diesem einzigen Mal persönlich am Gottesdienst teil.
1869 wurde die Nikolaikapelle an die in der Stadt Hannover lebende „Englische Gemeinde“ vermietet, nachdem sich die englische Gemeinde „gegen Gewährleistung der Benutzung auf 50 Jahre“ gegenüber dem Magistrat der Stadt erboten hatte, für die Kosten einer Erweiterung und des Ausbaus der Kapelle aufzukommen. Als Architekt wurde auch hier Conrad Wilhelm Hase gewonnen, der 1883/84 das Kirchenschiff zur Saalkirche umbaute und das Langhaus verlängerte.
1890 gelangte die Nikolaikapelle in städtischen Besitz, die englische Gemeinde verließ die Kapelle jedoch schon vor Ablauf der vertraglich festgelegten 50 Jahre Nutzungsdauer: Mit dem Ausbruch des Ersten Weltkrieges waren das Kaiserreich Deutschland und das Vereinigte Königreich von Großbritannien und Irland Feinde geworden, die englische Gemeinde wurde 1914 aufgelöst.
In der Folge vermietete die Stadt Hannover die Nikolaikapelle nacheinander bis zum Zweiten Weltkrieg an verschiedene freikirchliche Gemeinden.

## Inschriften

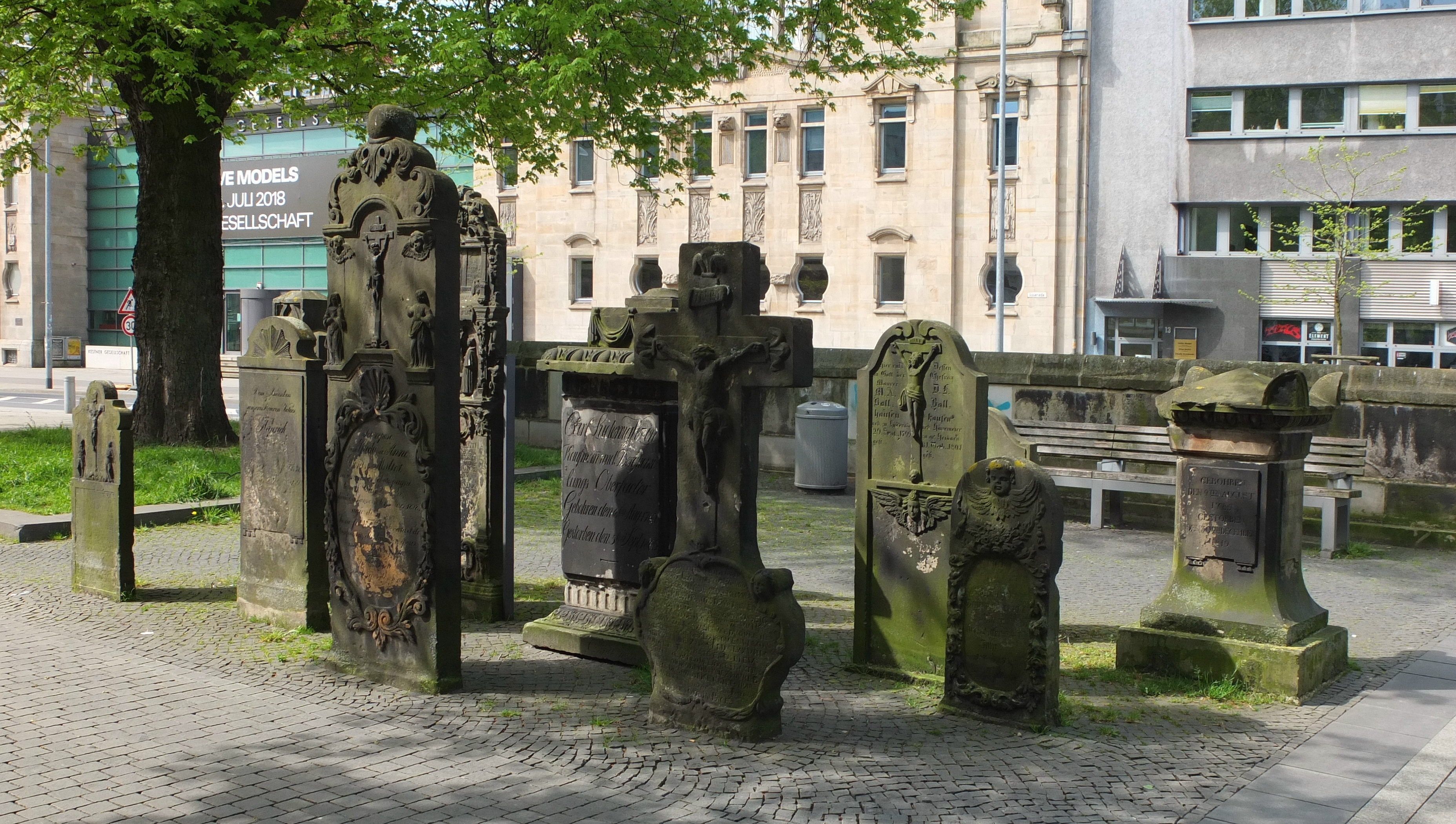
Gruppe von Epitaphen neben der Nikolaikapelle
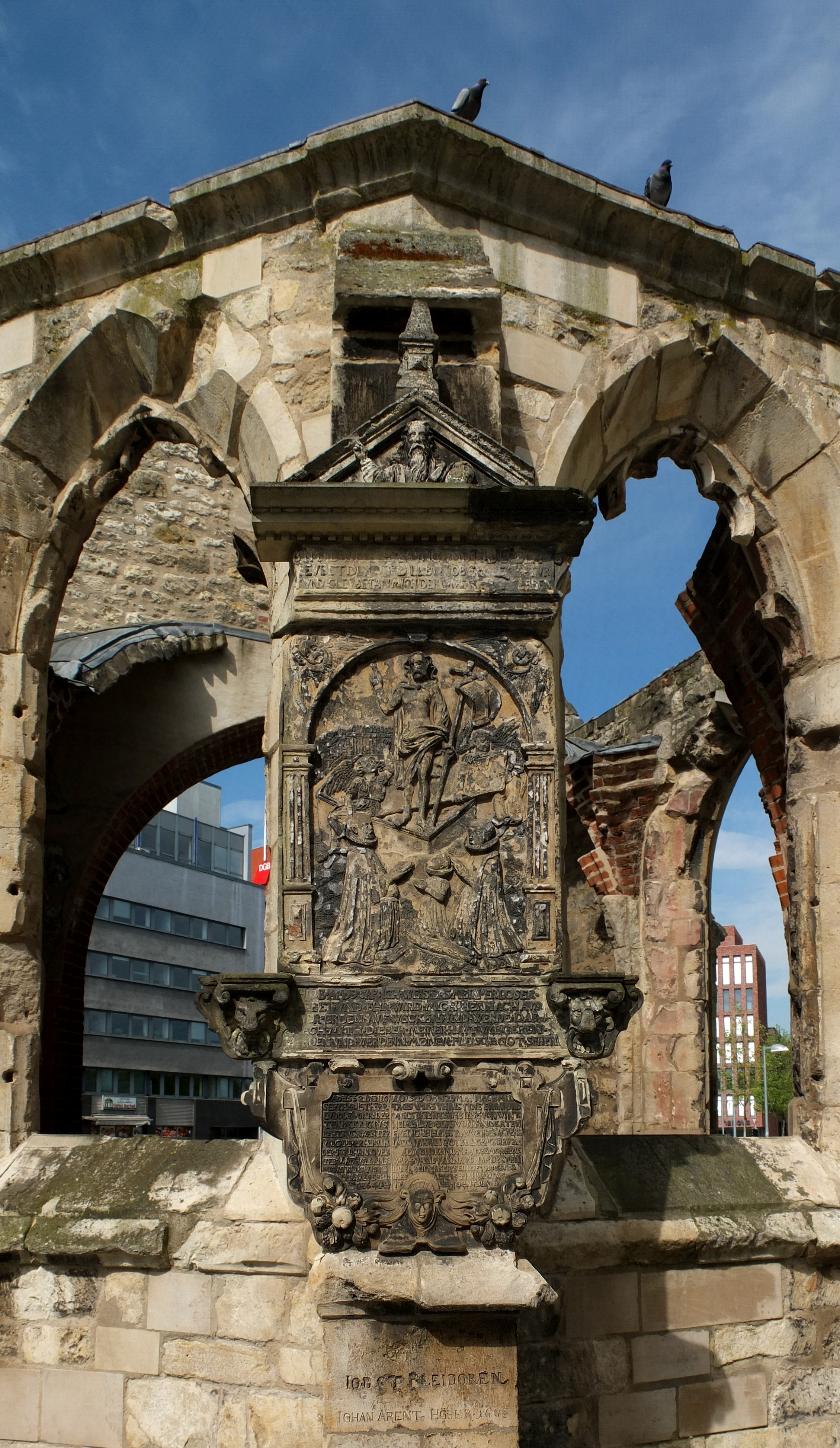
Epitaph für Ludolf von Anderten und seine Familie (1601)
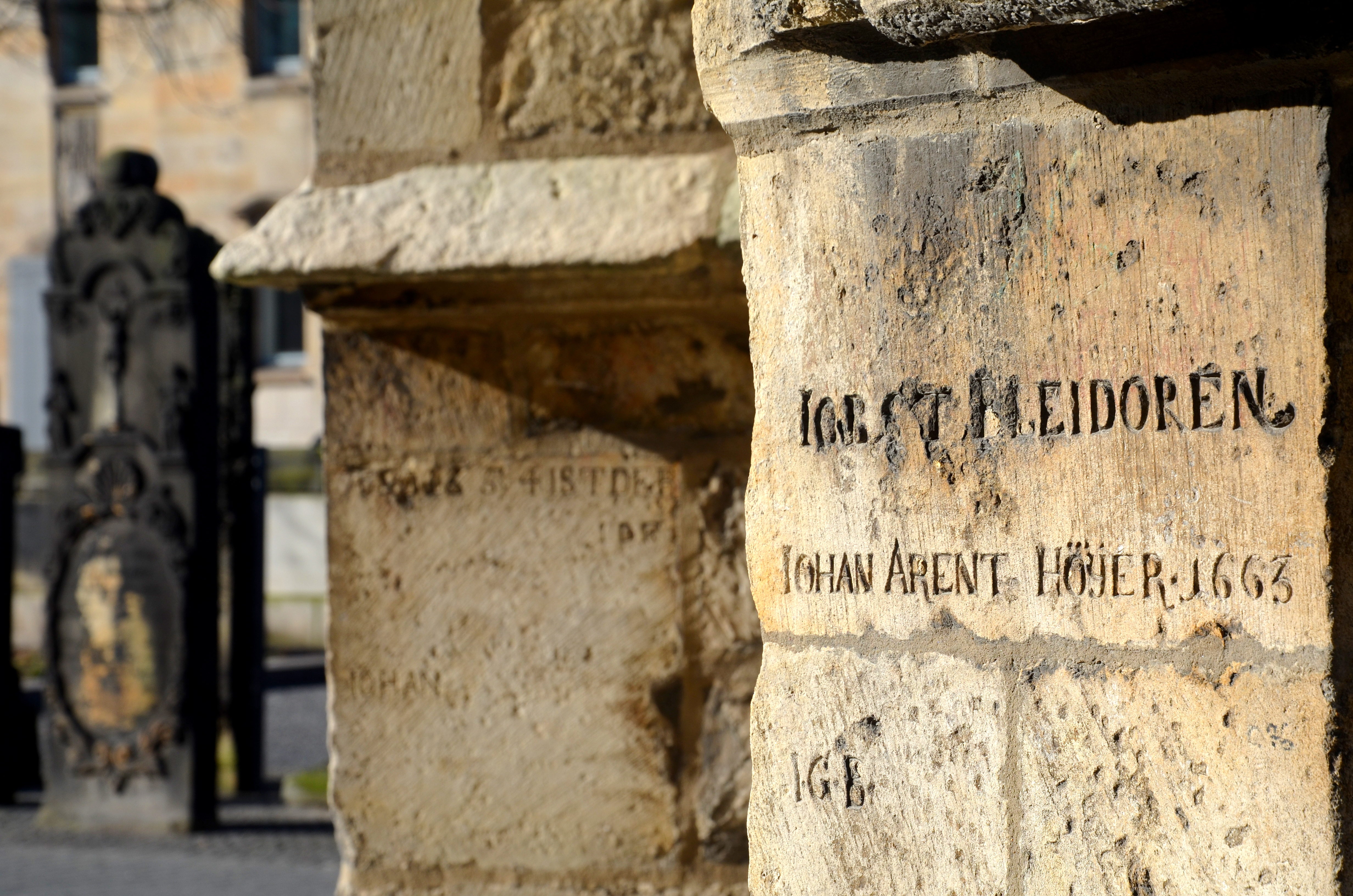
Unvollendete Inschrift an einem anderen Strebepfeiler: „Jobst Bleidoren / Johan Arent Höÿer 1663 / IGB“
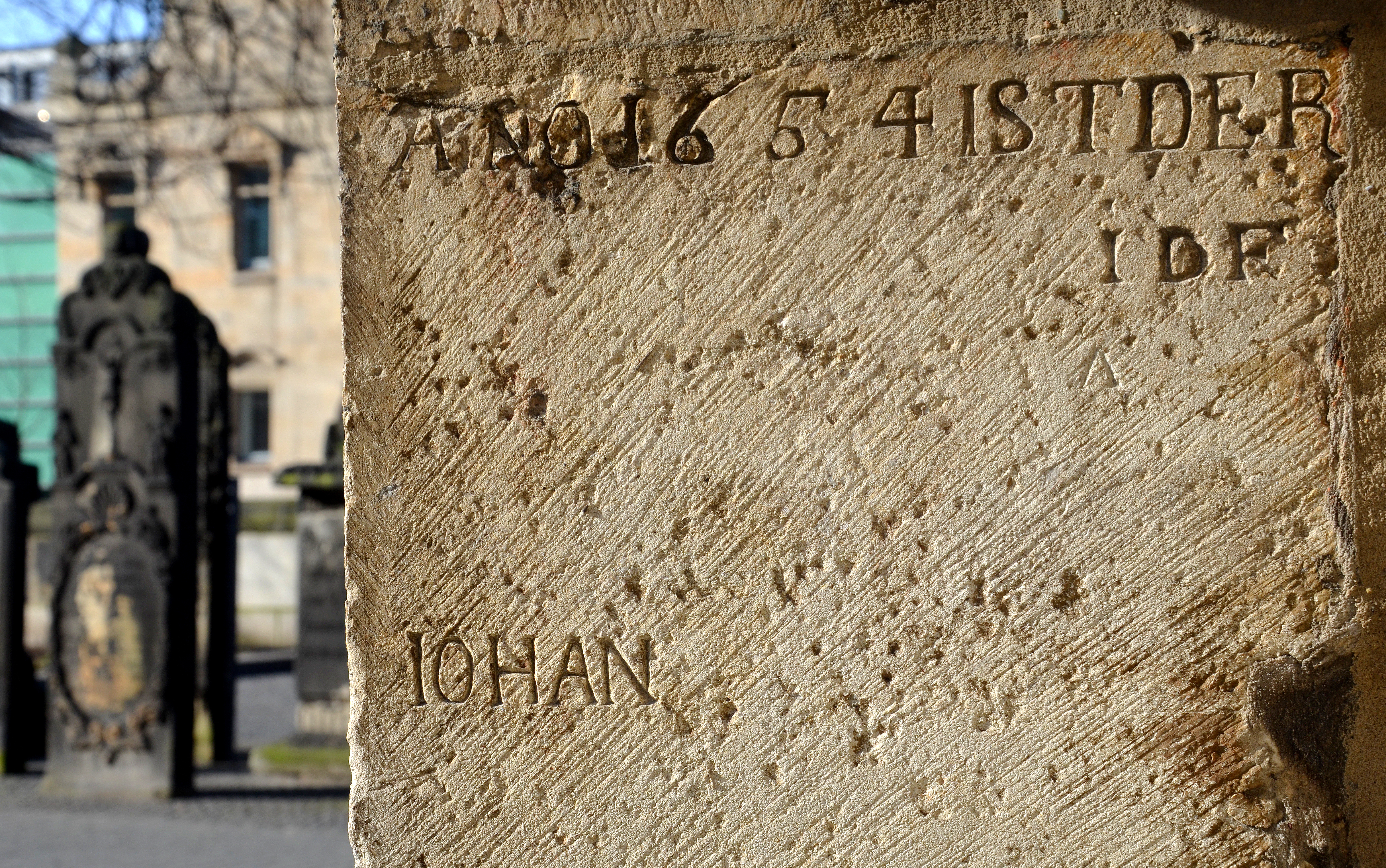
Unvollendete Inschrift an einem der Strebepfeiler: „Anno 1654 ist der / IDF / Johan“
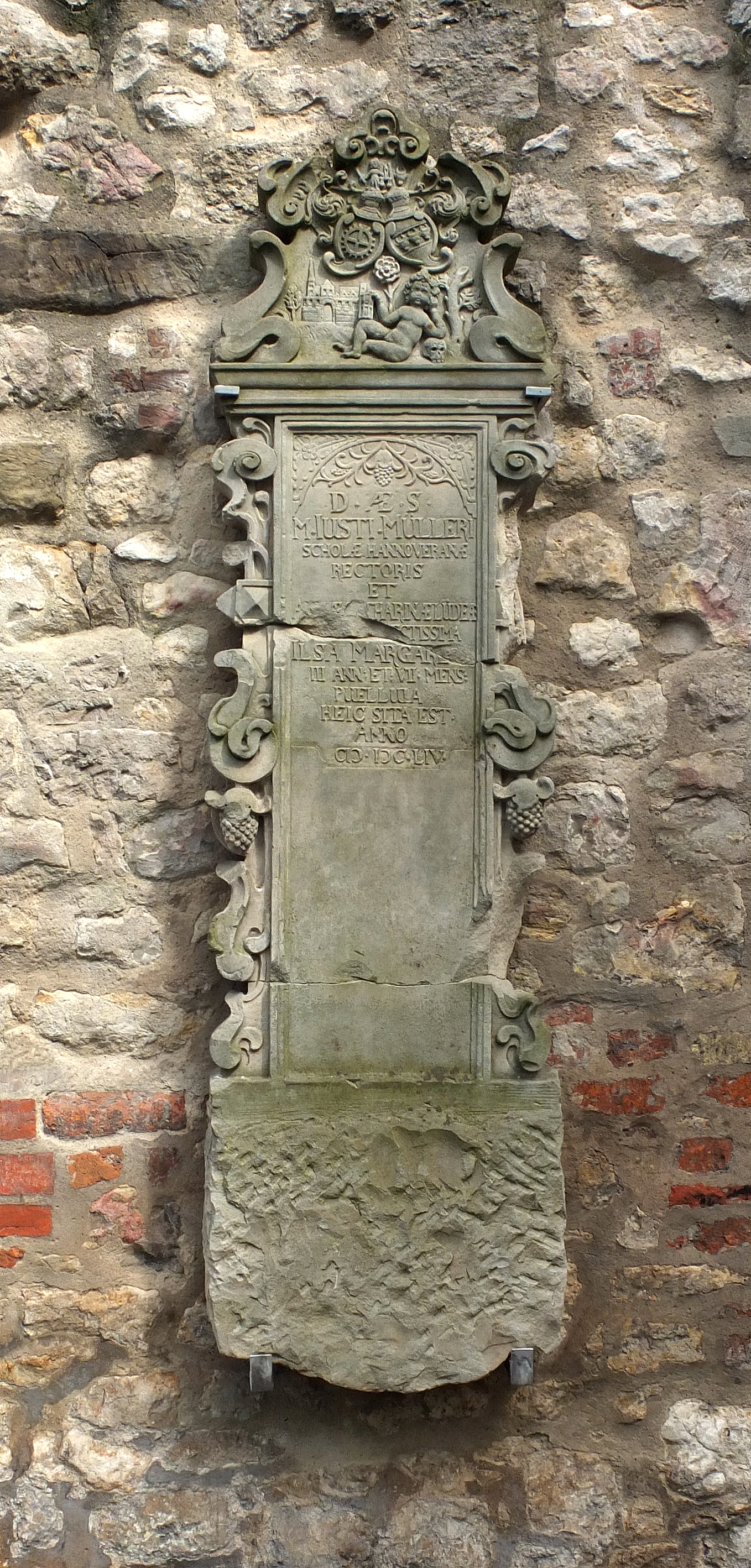
Epitaph für ILSA MARGARE[TA?] († 1654), Tochter von Justus Müller und seiner Frau.
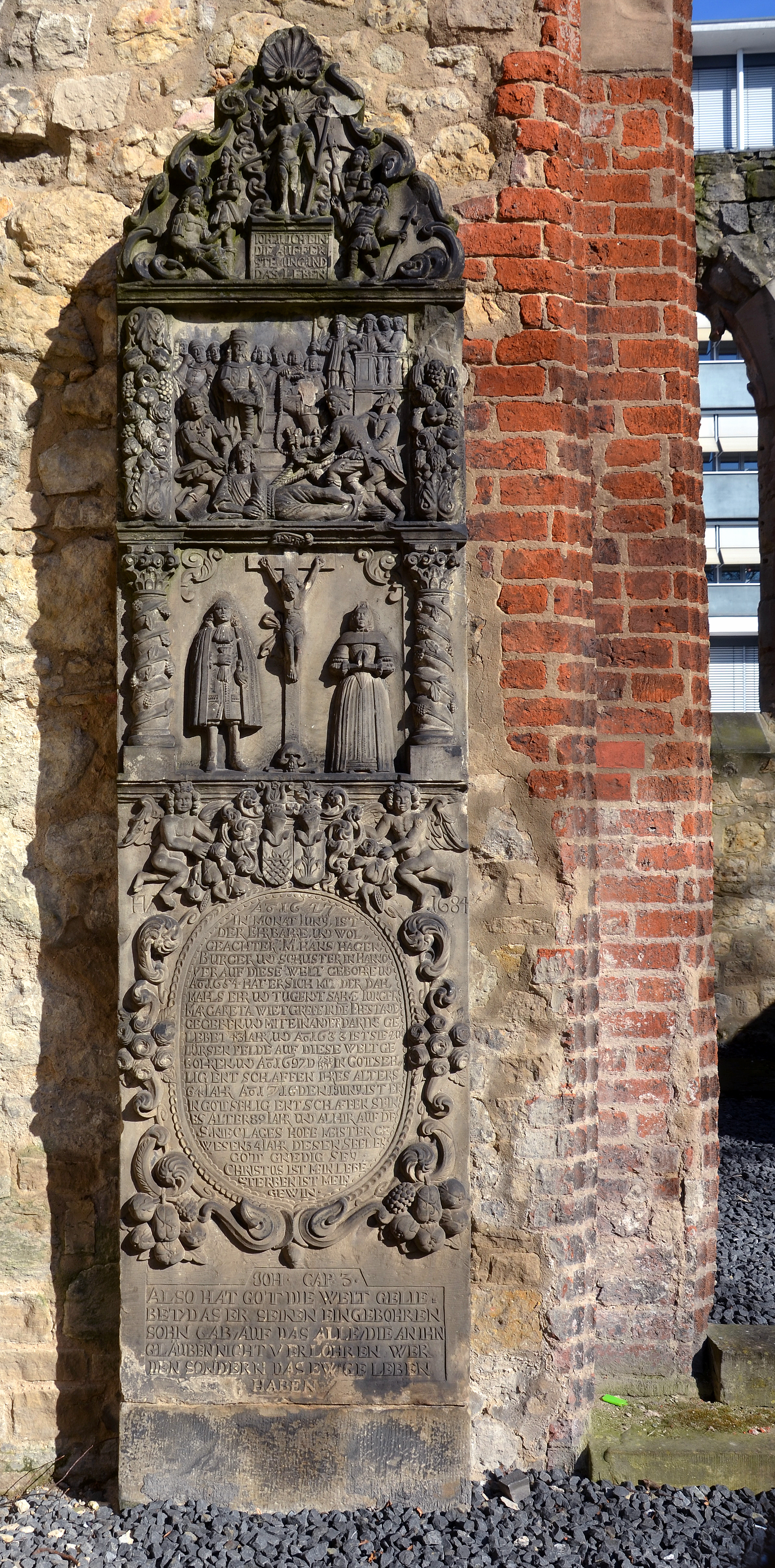
1684 datiertes Standmal für den Schustermeister Hans Hagen (1627–1716) und dessen Ehefrau Margareta Wietgrefe (1633–1697) mit der Künstlersignatur H. J. U. für den Bildhauer Hans Jacob Uhle

### Kriegs- und Nachkriegszeit

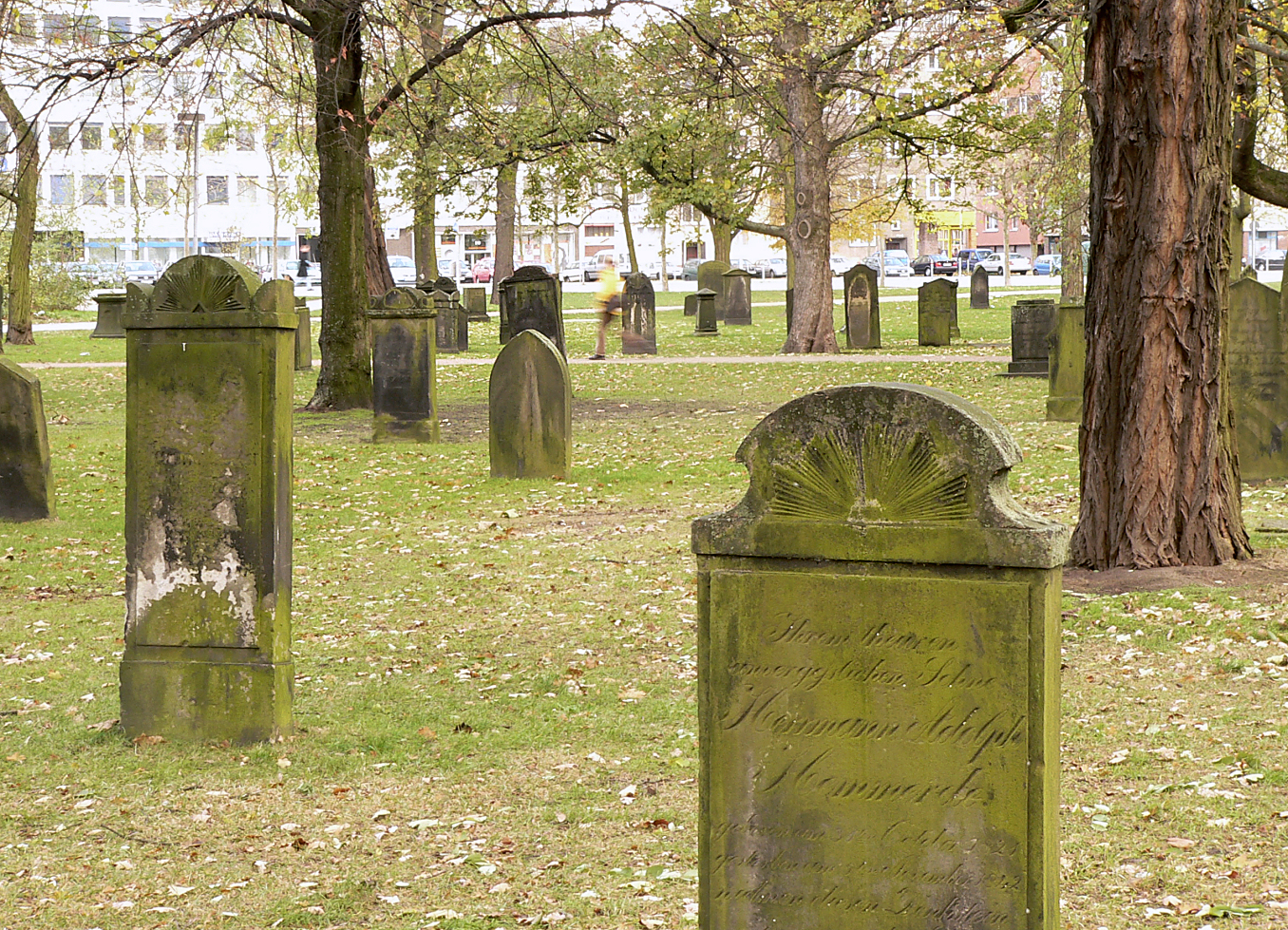
Die Kapelle steht auf dem früheren St. Nikolai-Friedhof

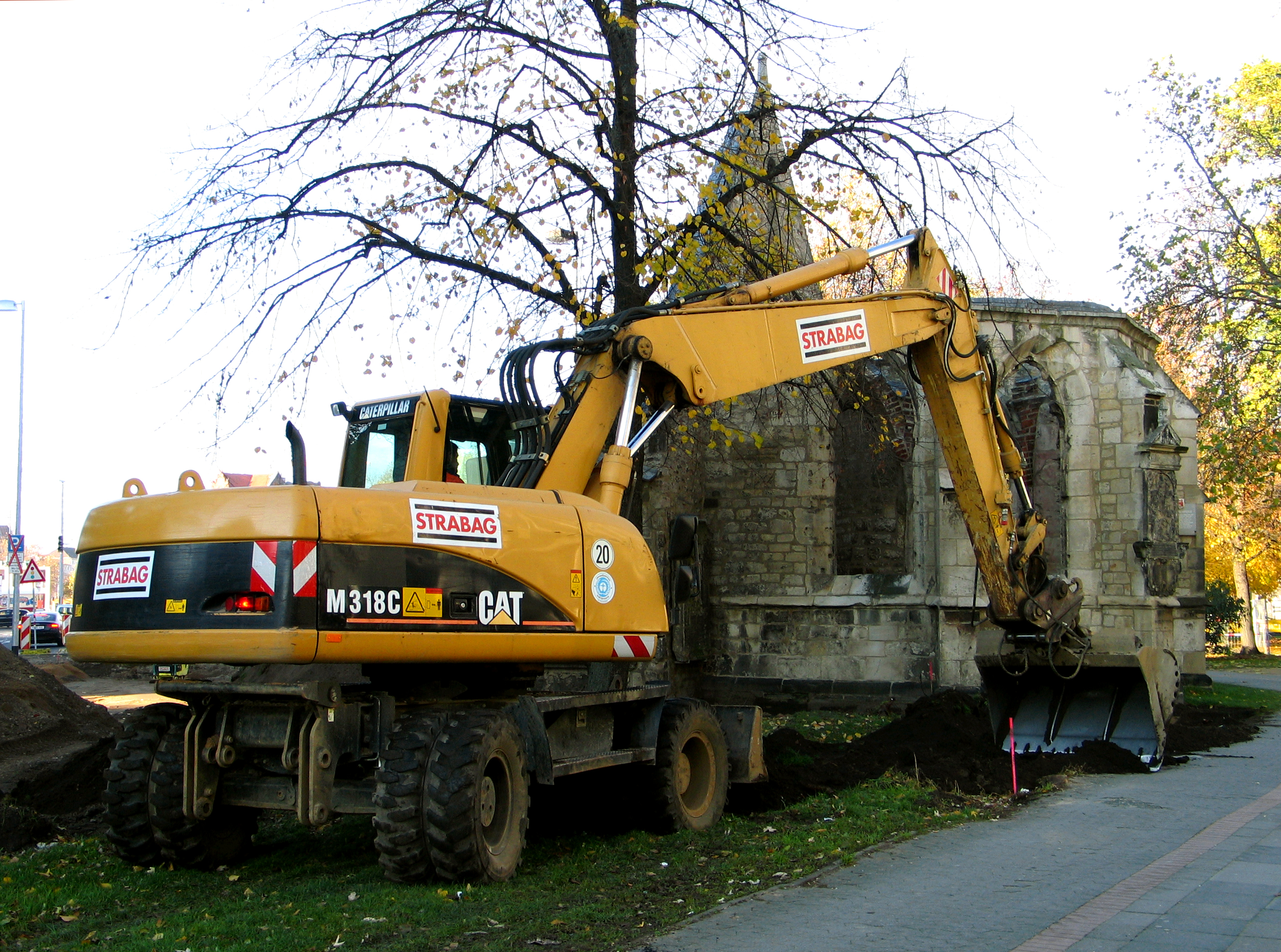
Umgestaltung des Alten St. Nikolai Friedhofes an der Nikolaikapelle im Rahmen von Hannover City 2020 + (2012)

1943 erlitt die Kapelle schwere Schäden bei einem Luftangriff auf Hannover. Es blieben nur die Außenmauern erhalten. Ein Teilabriss 1953 des größeren Gebäudeteils in Form des Kirchenschiffs aus verkehrsplanerischen Gründen zwecks Verbreiterung der Goseriede erfolgte nach Plänen des Stadtplaners Rudolf Hillebrecht im Zuge der „Autogerechten Stadt“.
Dies hielt man für notwendig, um eine vierspurige Fahrbahn und einen Verkehrskreisel in diesem Bereich zu bauen.
Die heute vorhandenen Ruinenreste sind nur der vordere gotische Chorraum der ehemals wesentlich größeren Kapelle. Dieser Gebäudeteil aus Kalkbruchsteinen wird auf das Jahr 1325 datiert. In und um die Nikolaikapelle haben sich zahlreiche bedeutende Grabmäler zum Teil noch aus dem Mittelalter erhalten, die sämtlich ebenfalls denkmalgeschützt sind. Ruinenreste der Kapelle und alte Grabsteine befinden sich in einem parkähnlichen Gelände, das bis 1866 der St. Nikolai-Friedhof war. An den Außenwänden der Kapelle sind gut erhaltene Grabsteine aus dem 16.–18. Jahrhundert zu sehen. Unmittelbar an den Mauerresten führt die stark befahrene Straße Goseriede vorbei, die zum nahe gelegenen Klagesmarkt führt. Der an dieser Stelle angelegte Verkehrskreisel wurde in den Jahren 2012 und 2013 zurückgebaut.
Städtebauliche Veränderungen rund um die Nikolaikapelle im Rahmen des innerstädtischen Umbau-Konzeptes Hannover City 2020 + fanden nach einem Architektenwettbewerb statt. Dabei kam es ab Juni 2012 zu einer teilweisen Verkleinerung der über den Friedhof geführten Straßenzüge Goseriede und Celler Straße. Im Rahmen der Erdarbeiten wurden im November 2012 Teile des historischen Friedhofes durch Baggerfahrer beschädigt. Sie hatten dort menschliche Gebeine freigelegt und liegen gelassen, woraufhin das Niedersächsische Landesamt für Denkmalpflege einen Baustopp verlangte. Die Gebeine wurden in einer religiösen Zeremonie wieder beigesetzt. Auf Intervention des Landesamts für Denkmalpflege ließ die Stadt Hannover die nach dem Niedersächsischen Denkmalschutzgesetz vorgeschriebenen Untersuchungen durch eine Fachfirma durchführen, bevor die Erdarbeiten zur Neugestaltung abgeschlossen wurden.
Neben den Resten der Kapelle wurde eine Reihe von Grabsteinen in Form eines Lapidariums verdichtet aufgestellt. Einige von ihnen werden mit Hilfe von rechteckigen Eisenstäben, die in den Boden eingelassen und durch Rundstäbe mit den Steinen verbunden sind, vor dem Umfallen geschützt.

## Hinübersches Erbgewölbe
Das Hinübersche Erbgewölbe wurde „unter der Kapelle des St. Nikolaifriedhofs“ angelegt. Hier wurde unter anderem Jobst Anton von Hinüber beigesetzt.